# 2mm蜂鸟手枪
2毫米蜂鸟手枪（其彈藥也被称为 2.7毫米蜂鸟或 2.7×9毫米蜂鸟）是世界上最小的中央式底火手枪，由弗朗兹·凡尔于1910年设计及取得专利，并于1914年在奥地利钟表匠格奧爾格·格拉布納的出资下开始生产。该手枪被作为自卫武器面向市场销售。
该手枪名称源自蜂鸟，是全世界最小的鸟类之一。
这款弹药的名字源于德国词语中的蜂鸟(hummingbird), 全世界最小的鸟类之一的名称.

## 背景
其弹药重约5.3克（82格令），从最宽处测量约为3.6毫米（0.14英寸），全长11毫米（0.43英寸）。每颗弹头重0.2克（3格令），枪口初速约200每秒（660英尺每秒），枪口能量约为4.0焦耳(3 ft-lbs)(一名普通人的拳头能测量10-15焦耳)。由於2毫米蜂鸟手枪體積过小，导致使用与装弹时出現各种困难，其子弹本身亦不具备足够杀伤力。根據当时的文献记载，蜂鸟手枪的子弹只能穿透约10—40毫米的松木板。亦基于当时的技术限制无法为如此細小的手枪加入膛线，使得蜂鸟手枪受到精准度低的问题所困扰。故市场对該槍的评价并不高。
2毫米武器被该系列中的3毫米和4毫米武器取代，该系列于1938年停产。
由于蜂鸟手枪仅生产了约1,000支，该系列已经成为了一种收藏品。另因蜂鳥手槍及其彈藥是有史以來生产过最小的中央式底火子弹和手枪而被世人关注。